# Musculdy
Musculdy är en kommun i departementet Pyrénées-Atlantiques i regionen Nouvelle-Aquitaine i sydvästra Frankrike. Kommunen ligger i kantonen Mauléon-Licharre som tillhör arrondissementet Oloron-Sainte-Marie. År 2022 hade Musculdy 225 invånare.

## Befolkningsutveckling
Antalet invånare i kommunen Musculdy
| Referens: INSEE |